# Фернандес, Питер
Питер Пол Фернандес (англ. Peter Paul Fernandes; 15 сентября 1916, Карачи, Британская Индия — 24 января 1981, Карачи) — индийский и пакистанский хоккеист на траве, нападающий; крикетист. Олимпийский чемпион 1936 года.

## Биография
Питер Фернандес родился 15 сентября 1916 года в городе Карачи в Британской Индии (сейчас в Пакистане).
Учился в школе Сент-Патрик в Карачи, здесь начал заниматься хоккеем на траве.
Играл в хоккей на траве за «Гоа» из Карачи.
В 1935 году дебютировал в сборной Индии в турне по Новой Зеландии и Австралии.
В 1936 году вошёл в состав сборной Индии по хоккею на траве на летних Олимпийских играх в Берлине и завоевал золотую медаль. Играл на позиции нападающего, провёл 2 матча, мячей не забивал. Был первым представителем Гоа, сыгравшим за сборную Индии по хоккею на траве на Олимпиаде.
В 1948 году был кандидатом в сборную Пакистана перед летними Олимпийскими играми в Лондоне, однако ему предпочли более молодых хоккеистов.
Также играл в крикет за команду Синда в Индии и Пакистане, провёл 9 первоклассных матчей.
Умер 24 января 1981 года в Карачи.

## Семья
Происходил из потомков жителей португальской колонии Гоа, которые в XIX веке обосновались в Карачи.
У Фернандеса и его жены Грейс было много детей. После его смерти десять из них жили в канадском городе Торонто.